# Dalurband
Dalurband là một thị trấn thống kê (census town) của quận Barddhaman thuộc bang Tây Bengal, Ấn Độ.

## Nhân khẩu
Theo điều tra dân số năm 2001 của Ấn Độ, Dalurband có dân số 14.978 người. Phái nam chiếm 56% tổng số dân và phái nữ chiếm 44%. Dalurband có tỷ lệ 59% biết đọc biết viết, thấp hơn tỷ lệ trung bình toàn quốc là 59,5%: tỷ lệ cho phái nam là 68%, và tỷ lệ cho phái nữ là 47%. Tại Dalurband, 13% dân số nhỏ hơn 6 tuổi.